# كريستيان كريستنسن (لاعب كرة يد)
كريستيان كريستنسن (1974 - ) هو لاعب كرة يد دانمركي.